# Stefan Waggershausen
Stefan Waggershausen (* 20. Februar 1949 in Friedrichshafen) ist ein deutscher Sänger, Musikproduzent, Liedermacher und Autor.

## Leben und Werk

### Anfänge
1971 zog Stefan Waggershausen für ein Psychologiestudium nach Berlin. Während seines Studiums arbeitete er als Regieassistent für TV-Produktionen u. a. für den SFB, schrieb seine ersten TV-Musiken und komponierte seine ersten Songs für verschiedene Produktionen von CBS, Teldec oder Metronome Records. In den 1970er Jahren gehörte Waggershausen außerdem für mehrere Jahre zu einem Kreis von Musikern, die in Berlin-Halensee im selben Haus wohnten. Dazu gehörten u. a. Künstler wie Ewald Lütge (Rentnerband) und Gunter Gabriel, mit denen Waggershausen in dieser Zeit gemeinsam an Songs arbeitete. Nebenbei entstanden bis dato unveröffentlichte eigene Kompositionen und Produktionen mit verschiedenen anderen Musikern. In dieser Zeit besuchte Stefan Waggershausen auch oft das Jazz-Café Yorckschlösschen in Berlin-Kreuzberg und spielte dort seine ersten eigenen Konzerte. Gleichzeitig begann er mit seiner bis heute fortwährenden Tätigkeit als Textdichter und Produzent für andere Künstler, und er schrieb anfangs auch deutsche Coverversionen von englischsprachigen Hits wie zum Beispiel gemeinsam mit dem Filmkomponisten Martin Böttcher für das Werk Maybe von Thom Pace oder die deutsche Version für das Werk Bette Davis Eyes von Kim Carnes.

### Karriere als Musikkünstler
Den ersten Plattenvertrag als Solokünstler unterzeichnete Waggershausen 1974 bei CBS Records (Columbia Records), und in der Folge produzierte Waggershausen sein Debüt-Album Traumtanzzeit in Hamburg (Windrose Studios), München (Union Studios), Berlin (Audio Tonstudios) und London (Orange Studios).  Bereits bei dieser ersten Produktion von Stefan Waggershausen waren mit Udo Arndt, Gottfried Böttger, Sigi Schwab, Paul Vincent, Keith Forsey, Mal Luker und Christoph Busse einige Musiker vertreten, die auch später maßgeblich an diversen weiteren Alben mitwirkten. Der Titel Traumtanz ist eine von Bob Dylan genehmigte deutsche Coverversion seines Titels Desolation Row.
1980 veröffentlichte Waggershausen das Album Hallo Engel über Ariola, das nach 37 Wochen in den Charts und mehr als 250.000 verkauften Exemplaren mit einer Goldenen Schallplatte ausgezeichnet wurde. Das Album enthält neben der gleichnamigen Single Hallo Engel auch den Titel Verzeih'n Sie, Madame, mit dem Waggershausen an der Vorentscheidung zum Grand Prix Eurovision teilnahm und den vierten Platz belegte.
1981 erhielt er den Deutschen Schallplattenpreis der deutschen Phonoakademie als „Künstler des Jahres“. Hallo Engel wurde mit der Goldenen Europa ausgezeichnet. Im Oktober 1981 erschien das Album Fang mich auf. Im Winter folgte der erste große Liveauftritt bei „ROCKPOP IN CONCERT – Nacht der Lieder“ (ZDF).
1982/1983 tourte Stefan Waggershausen erstmals mit eigener Band durch Deutschland. Die mit der italienischen Popsängerin Alice eingesungene Single Zu nah am Feuer wurde im Januar 1984 veröffentlicht. Nachdem die fünfte Waggershausen-Produktion erschienen war, fand eine weitere Tour statt. Im Herbst folgte als Résumé der Tour die Live-CD Mitten ins Herz. Die beiden Alben Touché d´amour und Im Herzen des Orkans etablierten Waggershausen in der deutschen Musikszene. Er produzierte für Musikerkollegen und schrieb Filmmusiken.
1987 wirkte Waggershausen gemeinsam mit Künstlern wie David Knopfler, Gitte Hænning, Bläck Fööss, Inga Rumpf und Heinz Rudolf Kunze am Benefiz-Projekt Water is Life mit, dessen Einnahmen an Greenpeace gespendet wurden.
1990 erschien das Album Tief im Süden meines Herzens. Erneut gab es ein musikalisches Duett, nun mit der Sängerin Viktor Lazlo, mit der Waggershausen die beiden Titel Das erste Mal tat’s noch weh und Jesse in Brüssel und Paris produzierte. Das Album platzierte sich durch 4 erfolgreiche Single-Auskopplungen über 5 Monate hinweg in den deutschen Charts und die Single Das erste Mal tat’s noch weh erreichte in 23 Chartwochen zwischenzeitlich Platz 6. Dafür wurde Stefan Waggershausen mit dem Silbernen RTL-Löwen, der Goldenen Europa und RSH Gold geehrt.
1991 veröffentlichte Stefan Waggershausen das Best-of-Album Herzsprünge, das neben den Hits aus verschiedenen Alben auch neue Titel enthielt.
1993 erschien das elfte Album Wenn Dich die Mondfrau küsst und die Single-Auskopplung Jenseits von Liebe, die unter Kollaboration mit der israelischen Sängerin Ofra Haza in den Berliner Audio Tonstudios entstand.
1995 folgte das Album Louisiana. Waggershausen hatte die beiden Jahre genutzt, um mehrere Monate in Louisiana zu verbringen und das Album dort speziell in New Orleans und Lafayette unter der Mithilfe von lokalen Musikern wie u. a. Willy DeVille, Zachary Richard, Freddy Koella oder Al Berard von der Grammy-nominierten Band The Basin Brothers zu produzieren. Ein Teil der Produktion entstand allerdings auch im Master Trak Studio in Crowley, dem ältesten Tonstudio von Louisiana, unter der Mitarbeit des Studiobetreibers J.D. "Jay" Miller, der an diesem Ort schon mit Mainstream-Künstlern wie u. a. Paul Simon oder John Fogerty Musik aufgenommen hat. Das Album enthält rockige, teils mit Blues und Cajun-Musik gemischte Elemente und brachte Waggershausen 1996 eine Echonominierung als Künstler des Jahres in Rock/Pop ein.
1997 erschien das Album Die Rechnung kommt immer. Viele der darauf enthaltenen Lieder entstanden bereits in der Zeit in Louisiana. Im Gegensatz zum Vorgänger wurde dieses Album allerdings in Berlin abgeschlossen und um einige Songs ergänzt, die ausschließlich in Berlin produziert wurden. Vor allem das Duett mit der US-amerikanischen Schauspielerin und ehemaligen Miss Teenager of the World María Conchita Alonso mit dem Titel Bienvenido a Salomé überraschte durch seine Elemente aus südamerikanischem Salsa und mexikanischer Mariachi-Musik. Die Violinen stammen von Freddy Koella und die Mariachi-Trompeten von Till Brönner. Die Gesangs-Aufnahmen für dieses Duett wurden in den Westlake Recording Studios in Los Angeles gemacht.
2003 erschien das Best-of-Album Duette & Balladen. Zusätzlich zu Waggershausens größten Hits erschienen hiermit drei neue Songs. Ende Oktober 2004 erschien das Best-of-Album mit dem Titel Unterm Cajun-Mond. Es enthielt die besten Songs der „Louisiana-Ära“ und drei unveröffentlichte Werke.
Am 5. März 2010 erschien sein 14. Studioalbum, das den Titel So ist das Spiel trägt. Das Album enthält zwölf neue Lieder, bei denen unter anderem Peter Weihe und Till Brönner mitwirkten und als musikalische Gäste u. a. Alice, Nena & Annett Louisan zu hören sind. Außerdem wirkten Jan Josef Liefers, Sasha und Henning Wehland bei dem Titel "Endloser Sommer" als Teil von Stefan Waggershausens fiktiver Band Lily und die Home-Boys mit.
Am 8. Februar 2019 erschien das 15. Studioalbum mit dem Titel Aus der Zeit gefallen. Die Aufnahmen für das Album sind über mehrere Jahre in unterschiedlichen Studios in Berlin, Hamburg, München, New Orleans, Los Angeles und Spanien entstanden. Auch die fiktive Band ‚Travelling Homeboys‘ ist diesmal bestehend aus Otto Waalkes, Tobias Künzel und Peter Freudenthaler wieder bei mehreren Songs auf dem Album zu Gast.

### Tätigkeit als Musikproduzent
Neben der Arbeit als Sänger und Liedermacher tritt Stefan Waggershausen auch als Musikproduzent in Erscheinung und schrieb Lieder für andere Künstler wie etwa Daliah Lavi, Otto Waalkes, Etta Scollo, Wolfgang Petry oder Peter Kraus.
1981 produzierte Waggershausen gemeinsam mit Udo Arndt den Künstler Ernst Schultz (Ihre Kinder) und das Album Glückliche Verlierer im Audio Studio Berlin.
1987 produzierte Waggershausen gemeinsam mit Werner Schüler und Udo Arndt das Album Mit offenen Armen von Wolfgang Petry. Im gleichen Jahr produziert Waggershausen gemeinsam mit Achim Reichel das Album Tief aus'm Bauch für den Berliner Rock-Sänger Gottfried Kalle Kalkowski. 
2000 produzierte er das Musikmärchen Wolke 7, auf dem u. a. Künstler wie Nena, Die Prinzen, Michael Schanze, Erste Allgemeine Verunsicherung, Laura, Enie van de Meiklokjes, Die 3. Generation, Ingolf Lück, Wolfgang Fierek und Loona eine Rolle übernahmen.
Stefan Waggershausen ist bereits seit vielen Jahren auch als Songwriter und Musikproduzent für verschiedene TV-Produktionen tätig. So produzierte Stefan Waggershausen neben Songs für verschiedene Folgen der Reihe Tatort (bspw. Tatort: Schimanskis Waffe, Tatort: Deserteure etc.) auch gemeinsam mit Paul Vincent den Soundtrack für die TV-Serie Mission Eureka. Seit dem Jahr 2004 ist Stefan Waggershausen außerdem für die Musik der ZDF/KiKA-TV-Serie Siebenstein verantwortlich und schreibt in seiner Funktion als Songwriter immer wieder neue Lieder, die auf den Inhalt der jeweiligen Folge abgestimmt sind. Die musikalische Stilistik der Kinderlieder ist dabei bewusst sehr unterschiedlich ausgerichtet und umfasst u. a. Cajun, Samba, Tango, Blues und Walzer.
2014 produzierte Waggershausen das Album Sid & seine Freunde – cool & locker mit 15 Songs für die Ice-Age-Filmreihe. Dabei wirkten die deutschen Originalstimmen der Hauptfiguren Otto Waalkes (Faultier Sid), Thomas Fritsch (Säbelzahntiger Diego) und Arne Elsholtz (Mammut Manni) als musikalische Protagonisten mit. Der Song Ich wär so gern verliebt war Titelsong des Kinofilms Ice Age - Kollision Voraus.
Mit seiner Arbeit an dem Album Kids auf Abenteuerreise trat Waggershausen 2016 erneut als Produzent eines Kinderlied-Projekts in Erscheinung.
Auch bei seinen Solo-Alben nahm Stefan Waggershausen immer selbst sehr großen Einfluss auf die Produktionen. Das Debütalbum Traumtanzzeit produzierte er gemeinsam mit Christoph Busse. Zwischen 1979 und 1997 produzierte er seine Alben gemeinsam mit Udo Arndt. Alle seit dem Jahr 1998 erschienenen Werke produzierte Waggershausen selbst.

### Weitere Tätigkeiten und Privates
Ab 1976 arbeitete Waggershausen für mehrere Jahre als Radiomoderator beim Sender Freies Berlin und RIAS und moderierte dort u. a. die Sendungen SF-Beat, Nachtcafé und Softrock-Café.
Waggershausen war von 1993 bis 2024 Mitglied im GEMA-Aufsichtsrat sowie Vorsitzender der Berufsgruppe der Textdichter ab Mai 2017. Er war Mitglied im Kuratorium der Deutschen Phono-Akademie sowie stellvertretender Präsident des Deutschen Textdichter-Verbandes.
Waggershausen ist verheiratet und hat einen Sohn.

## Musikstil
Als Solo-Künstler, aber auch als Produzent ist Stefan Waggershausen dafür bekannt, in seiner Musik eine Vielfalt musikalischer Genres mit überwiegend melancholisch geprägten Storytelling-Texten zu verbinden. Die dabei verwendeten Genres umfassen u. a. Elemente aus Rock ’n’ Roll, Ska, Blues und Swing sowie Südstaaten-Sounds aus Southern Rock und Elemente der Cajun-Musik. In seinen späteren Werken wie Louisiana und So ist das Spiel ergänzte er seinen Musikstil um weitere Elemente aus Zydeco und Country.

## Auszeichnungen
- Deutscher Schallplattenpreis
- Echo (Musikpreis) Nominierung als Künstler des Jahres in Rock/Pop
- Deutscher Schallplattenpreis
- Goldene Europa
- RSH Gold
- Löwe von Radio Luxemburg
- Goldene Schallplatte für das Album „Hallo Engel“ (1982)[13]

## Diskografie

### Studioalben
| Jahr | Titel                        | Höchstplatzierung, Gesamtwochen, AuszeichnungChartplatzierungen (Jahr, Titel, Platzierungen, Wochen, Auszeichnungen, Anmerkungen) | Höchstplatzierung, Gesamtwochen, AuszeichnungChartplatzierungen (Jahr, Titel, Platzierungen, Wochen, Auszeichnungen, Anmerkungen) | Höchstplatzierung, Gesamtwochen, AuszeichnungChartplatzierungen (Jahr, Titel, Platzierungen, Wochen, Auszeichnungen, Anmerkungen) | Anmerkungen                           |
| Jahr | Titel                        | DE | AT | CH | Anmerkungen                           |
| ---- | ---------------------------- | --- | --- | --- | ------------------------------------- |
| 1975 | Traumtanzzeit                | — | — | — | Erstveröffentlichung: 1975            |
| 1980 | Hallo Engel                  | DE10 Gold · (37 Wo.)DE | — | — | Erstveröffentlichung: 1980            |
| 1981 | Fang mich auf                | DE23 (29 Wo.)DE | — | — | Erstveröffentlichung: 1981            |
| 1982 | Sanfter Rebell               | DE11 (21 Wo.)DE | — | — | Erstveröffentlichung: 1982            |
| 1984 | Tabu                         | DE10 (15 Wo.)DE | AT16 (14 Wo.)AT | CH13 (7 Wo.)CH | Erstveröffentlichung: 1984            |
| 1985 | Touché d’amour               | DE54 (4 Wo.)DE | — | — | Erstveröffentlichung: 1985            |
| 1987 | Im Herzen des Orkans         | — | — | — | Erstveröffentlichung: 5. Oktober 1987 |
| 1990 | Tief im Süden meines Herzens | DE17 (19 Wo.)DE | — | — | Erstveröffentlichung: 1990            |
| 1993 | Wenn Dich die Mondfrau küsst | DE78 (8 Wo.)DE | — | — | Erstveröffentlichung: 1993            |
| 1995 | Louisiana                    | DE74 (7 Wo.)DE | — | — | Erstveröffentlichung: 1995            |
| 1997 | Die Rechnung kommt immer     | — | — | — | Erstveröffentlichung: 1997            |
| 2004 | Unterm Cajun-Mond            | — | — | — | Erstveröffentlichung: 2004            |
| 2010 | So ist das Spiel             | DE21 (8 Wo.)DE | — | — | Erstveröffentlichung: 5. März 2010    |
| 2019 | Aus der Zeit gefallen        | DE15 (5 Wo.)DE | — | — | Erstveröffentlichung: 8. Februar 2019 |

grau schraffiert: keine Chartdaten aus diesem Jahr verfügbar

### Livealben
| Jahr | Titel                  | Höchstplatzierung, Gesamtwochen, AuszeichnungChartsChartplatzierungen (Jahr, Titel, Platzierungen, Wochen, Auszeichnungen, Anmerkungen) | Anmerkungen                |
| Jahr | Titel                  | DE | Anmerkungen                |
| ---- | ---------------------- | --- | -------------------------- |
| 1984 | Live – Mitten ins Herz | DE43 (7 Wo.)DE | Erstveröffentlichung: 1984 |

### Kompilationen
| Jahr | Titel                                                         | Höchstplatzierung, Gesamtwochen, AuszeichnungChartsChartplatzierungen (Jahr, Titel, Platzierungen, Wochen, Auszeichnungen, Anmerkungen) | Anmerkungen                             |
| Jahr | Titel                                                         | DE | Anmerkungen                             |
| ---- | ------------------------------------------------------------- | --- | --------------------------------------- |
| 1991 | Herzsprünge – Die stärksten Balladen von Stefan Waggershausen | DE39 (13 Wo.)DE | Erstveröffentlichung: 31. Oktober 1991  |
| 2019 | Best of Collection – 40 Jahre später                          | DE99 (1 Wo.)DE | Erstveröffentlichung: 29. November 2019 |

Weitere Kompilationen
- 2003: Duette & Balladen

### Singles
| Jahr | Titel Album                                                                  | Höchstplatzierung, Gesamtwochen, AuszeichnungChartplatzierungen (Jahr, Titel, Album, Platzierungen, Wochen, Auszeichnungen, Anmerkungen) | Höchstplatzierung, Gesamtwochen, AuszeichnungChartplatzierungen (Jahr, Titel, Album, Platzierungen, Wochen, Auszeichnungen, Anmerkungen) | Höchstplatzierung, Gesamtwochen, AuszeichnungChartplatzierungen (Jahr, Titel, Album, Platzierungen, Wochen, Auszeichnungen, Anmerkungen) | Anmerkungen                                 |
| Jahr | Titel Album                                                                  | DE | AT | CH | Anmerkungen                                 |
| ---- | ---------------------------------------------------------------------------- | --- | --- | --- | ------------------------------------------- |
| 1980 | Hallo Engel                                                                  | DE26 (19 Wo.)DE | — | — | Erstveröffentlichung: 1980                  |
| 1984 | Zu nah am Feuer Tabu                                                         | DE13 (18 Wo.)DE | AT1 (14 Wo.)AT | CH1 (12 Wo.)CH | Erstveröffentlichung: 1984 mit Alice        |
| 1990 | Das erste Mal tat’s noch weh Tief im Süden meines Herzens                    | DE6 (23 Wo.)DE | AT3 (15 Wo.)AT | CH17 (6 Wo.)CH | Erstveröffentlichung: 1990 mit Viktor Lazlo |
| 1990 | Tief im Süden meines Herzens                                                 | DE55 (12 Wo.)DE | — | — | Erstveröffentlichung: 1990                  |
| 1990 | Jesse (Douce et innocente) Tief im Süden meines Herzens                      | DE25 (20 Wo.)DE | — | — | Erstveröffentlichung: 1990 mit Viktor Lazlo |
| 1991 | Rikki und Rosi Herzsprünge – Die stärksten Balladen von Stefan Waggershausen | DE56 (12 Wo.)DE | — | CH16 (2 Wo.)CH | Erstveröffentlichung: 1991                  |
| 1993 | Jenseits von Liebe Wenn Dich die Mondfrau küsst                              | DE71 (9 Wo.)DE | — | — | Erstveröffentlichung: 1993 mit Ofra Haza    |

Weitere Singles
| - 1972: Herz aus Gold - 1974: Hollywood sieht anders aus am Morgen - 1974: Irgendwann fällt der Regen - 1978: Cafe Royal - 1979: Sie ist wieder da - 1980: Verzeih’n Sie Madame - 1981: Bitte, Herr Doktor - 1981: Früher war alles viel früher - 1981: Es geht mir gut - 1982: Und der Teufel schaut mir über die Schulter - 1982: Bäng Bäng - 1983: Der Farbfilm in mir - 1984: Mitten ins Herz - 1985: Touché d’amour - 1985: Ich hab ’ne Überdosis von Dir in mir - 1986: Wie’n Korken auf dem Ozean - 1987: Anna mit Alarm im Herzen - 1991: Laura | - 1995: Huckleberry Finn - 1997: Du bist mir total egal - 2000: Solang du jung in deinem Herzen bist - 2002: Heut ist nicht mein Tag - 2003: Luka & Laura - 2003: Wintermond - 2004: Du schickst dein Herz auf Reisen - 2005: Cassandra - 2010: Der alte Wolf wird langsam grau - 2010: Für Dich (feat. Nena) - 2012: Windstärke 10 - 2018: Ich kenn mich aus mit dem Blues - 2019: Fliegen mit dem Zeppelin - 2019: Sonntagskind - 2019: Hank Williams - 2019: Mädchen der besonderen Art - 2020: Zu schön für mich |